# Afghanistans herrlandslag i landhockey
Afghanistans herrlandslag i landhockey representerar Afghanistan i landhockey på herrsidan, och administreras av National Hockey Association of Afghanistan. Afghanistan har enbart tävlat på regional nivå sedan talibanregimens fall och det afghanska landhockeyförbundet slöt 2013 ett avtal med det pakistanska landhockeyförbundet för att få stöd till utveckling.

## Mästerskap

### Olympiska spel[3]
- 1908 - 1932 – deltog inte
- 1936 – 6:e plats
- 1948 – 7:e plats
- 1952 – deltog inte
- 1956 – 11:e plats
- 1960 - 2012 – deltog inte

### Världsmästerskap
- 1971 - 2014 – deltog inte

### Hockey Champions Trophy
- 1978 - 2014 – deltog inte

### Asiatiska spelen
- 1958 - 2014 – deltog inte